# Oxid strontnatý
Oxid strontnatý je oxidem stroncia, které v něm má oxidační číslo II. Je to anhydrid hydroxidu strontnatého.

## Příprava
Oxid strontnatý lze připravit zahříváním čistého uhličitanu strontnatého v proudu vodíku na 1300 °C:
SrCO3 → SrO + CO2

## Vlastnosti
Oxid strontnatý je bezbarvá krystalická látka. V přítomnosti vlhkosti nebo vody dochází k jeho přeměně na hydroxid strontnatý. Krystalizuje v kubické soustavě typu chloridu sodného s prostorovou grupou Fm3m (číslo 225) a mřížkovým parametrem a = 5,104 Å.